# National Lacrosse League

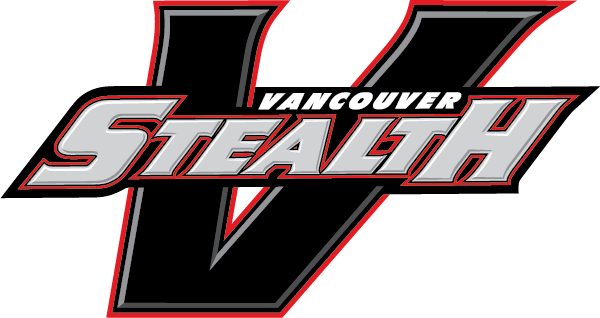
Logo (2014)

Die National Lacrosse League (NLL) ist die professionelle Hallenlacrosse-Liga in Nordamerika, die bis 1997 unter dem Namen Major Indoor Lacrosse League (MILL) operierte. Die Liga wurde 1986 gegründet und besteht aktuell (2018) aus neun Teams, vier aus Kanada und fünf aus den Vereinigten Staaten. Im Gegensatz zu anderen Lacrosse-Ligen, deren Saisons im Sommer stattfinden, beginnt die NLL-Saison im Winter und endet im Frühjahr. Seit 1998 spielen die Teams in den Playoffs um den Champion’s Cup.
Lacrosse ist in Nordamerika nur in bestimmten Regionen populär und gilt breitflächig als eher unbedeutender Sport. Damit verbunden sind in der NLL des Öfteren Schließungen und Umsiedlungen von Teams.

## Geschichte
1986 wurde die Eagle Pro Box Lacrosse League gegründet, die Anfang 1987 in ihre erste Saison startete. Nach der zweiten Saison wurde der Name der Liga in Major Indoor Lacrosse League (MILL) geändert, der bis 1997 Bestand hatte, als man sich dazu entschied die Struktur der Liga zu ändern. Bisher waren die Teams Eigentum der Liga, doch ab der Saison 1998 sollte jedes Team von einem oder mehreren Investoren übernommen werden. Die Franchises waren nun von der Liga unabhängige Organisationen. Aus der MILL entstand zudem 1997 die NLL und fünf der sechs Teams der alten Liga wechselten in die neue. Mit sieben Teams startete die NLL in ihre erste Saison. Im Laufe der Jahre wurde die Liga um weitere Teams aufgestockt und ab der Saison 2007 werden insgesamt 13 Teams am Spielbetrieb teilnehmen.
Der Plan von Ligapräsident Jim Jennings sah vor, dass bis 2011 die Liga auf 24 Mannschaften ausgeweitet wird und der Spielplan je Mannschaft 20 Spiele umfassen soll.
Die Saison 2006 war die bisher erfolgreichste Saison für die Liga mit einem Schnitt von 10.804 Zuschauern je Spiel.

## Mannschaften
| Name                     | Standort                  | NLL-Mitglied seit | Stadion                         | Kapazität     |
| East Division            | East Division             | East Division     | East Division                   | East Division |
| ------------------------ | ------------------------- | ----------------- | ------------------------------- | ------------- |
| Buffalo Bandits          | Buffalo, New York         | 1992              | First Niagara Center            | 19.070        |
| Georgia Swarm            | Duluth, Georgia           | 2016              | Infinite Energy Arena           | 11.355        |
| New England Black Wolves | Uncasville, Connecticut   | 2015              | Mohegan Sun Arena at Uncasville | 7.700         |
| Rochester Knighthawks    | Rochester, New York       | 1995              | Blue Cross Arena                | 10.669        |
| Toronto Rock             | Toronto, Ontario          | 1999              | Air Canada Centre               | 18.819        |
| West Division            |                           |                   |                                 |               |
| Calgary Roughnecks       | Calgary, Alberta          | 2002              | Scotiabank Saddledome           | 19.289        |
| Colorado Mammoth         | Denver, Colorado          | 2003              | Pepsi Center                    | 18.007        |
| Saskatchewan Rush        | Saskatoon, Saskatchewan   | 2016              | SaskTel Centre                  | 15.195        |
| Vancouver Stealth        | Langley, British Columbia | 2014              | Langley Events Centre           | 5.276         |

### Geschlossene & Inaktive Teams
- Albany Attack
- Anaheim Storm (inaktiv seit 2005)
- Arizona Sting
- Baltimore Thunder
- Boston Blazers
- Charlotte Cobras
- Chicago Shamrox
- Columbus Landsharks
- Detroit Turbos
- Montréal Express
- New England Blazers
- New Jersey Saints
- New Jersey Storm
- New York Saints
- New York Titans
- Ontario Raiders
- Orlando Titans
- Ottawa Rebel
- Philadelphia Wings
- Pittsburgh Bulls
- Pittsburgh CrosseFire
- San José Stealth
- Syracuse Smash
- Portland LumberJax
- Vancouver Ravens (inaktiv seit 2004)
- Washington Power
- Washington Stealth
- Washington Wave

## Modus
Die Mannschaften spielen eine Reguläre Saison, wobei jedes Team 16 Spiele absolvieren muss. Die Ergebnisse fließen in zwei Tabellen ein. Eine für die West und eine für die East Division. Die vier besten Mannschaften qualifizieren sich für die Playoffs.
Jede Mannschaft muss in der Saison 2007 16 Spiele absolvieren, acht Heim- und acht Auswärtsspiele. Die Verteilung der Spiele ist von Mannschaft zu Mannschaft unterschiedlich, bedingt durch die unterschiedliche Anzahl von Mannschaften je Division.
Zum Verständnis ist hier eine vereinfachte Darstellung:

### East Division
Fünf Teams der East Division absolvieren den Spielplan A, zwei Teams den Spielplan B. Jedes Team muss mindestens zwei Spiele gegen jedes Team der eigenen Division absolvieren, sowie insgesamt drei bzw. vier Spiele gegen Teams der West Division.
|                            | A  | B  |
| -------------------------- | -- | -- |
| Interdivisional            | 12 | 13 |
| gegen West Division        | 4  | 3  |
| Gesamte Anzahl von Spielen | 16 | 16 |

### West Division
Vier Teams der West Division absolvieren den Spielplan A, zwei Teams den Spielplan B. Jedes Team muss mindestens zwei Spiele gegen jedes Team der eigenen Division absolvieren, sowie insgesamt vier bzw. fünf Spiele gegen Teams der East Division.
|                            | A  | B  |
| -------------------------- | -- | -- |
| Interdivisional            | 12 | 11 |
| gegen West Division        | 4  | 5  |
| Gesamte Anzahl von Spielen | 16 | 16 |

### Playoffs
Die besten vier Mannschaften jeder Division in der Regulären Saison qualifizieren sich für die Playoffs um den Champion’s Cup. Im Viertelfinale und im Halbfinale treten die Divisionen getrennt voneinander an. So spielt das beste Team einer Division gegen das viertbeste Team derselben Division und das zweitbeste gegen das drittbeste Team. Die Sieger beider Partien treffen im Halbfinale aufeinander. Die Mannschaft, die in der Regulären Saison besser platziert war, hat in beiden Runden das Heimrecht. Im Finale treffen dann der Gewinner der East Division Playoffs auf den Sieger der Playoffs im Westen. Der Gewinner des Finals erhält den Champion’s Cup.
Ein deutlicher Unterschied zu anderen nordamerikanischen Sportligen, besteht darin, dass eine Mannschaft bereits nach einem Sieg in die nächste Runde der Playoffs einzieht, während beispielsweise in der National Hockey League vier Siege notwendig sind. 1998 wurde das Finale der NLL in einem ähnlichen System ausgetragen. Damals brauchte der Gewinner der Playoffs zwei Siege im Finale.

## Meister
- 1987 – Baltimore Thunder
- 1988 – New Jersey Saints
- 1989 – Philadelphia Wings
- 1990 – Philadelphia Wings
- 1991 – Detroit Turbos
- 1992 – Buffalo Bandits
- 1993 – Buffalo Bandits
- 1994 – Philadelphia Wings
- 1995 – Philadelphia Wings
- 1996 – Buffalo Bandits
- 1997 – Rochester Knighthawks
- 1998 – Philadelphia Wings
- 1999 – Toronto Rock
- 2000 – Toronto Rock
- 2001 – Philadelphia Wings
- 2002 – Toronto Rock
- 2003 – Toronto Rock
- 2004 – Calgary Roughnecks
- 2005 – Toronto Rock
- 2006 – Colorado Mammoth
- 2007 – Rochester Knighthawks
- 2008 – Buffalo Bandits
- 2009 – Calgary Roughnecks
- 2010 – Washington Stealth
- 2011 – Toronto Rock
- 2012 – Rochester Knighthawks
- 2013 – Rochester Knighthawks
- 2014 – Rochester Knighthawks
- 2015 – Edmonton Rush
- 2016 – Saskatchewan Rush
- 2017 – Georgia Swarm
- 2018 – Saskatchewan Rush
- 2019 – Calgary Roughnecks

Meister der MILL (1987 bis 1997) und der NLL (seit 1998). Erst seit 1998 wird der Champion’s Cup verliehen.

## Trophäen
Nach dem Ende jeder Saison werden Trophäen an die herausragenden Personen der vergangenen Spielzeit verliehen.
- MVP Award – Für den wertvollsten Spieler der Saison, der am meisten zum Erfolg seines Teams beitrug
- Rookie des Jahres – Für den besten Neuprofi der Saison
- Les Bartley Award – Für den besten Trainer der Saison
- GM des Jahres – Für den General Manager, der am meisten zum Erfolg seines Teams beitrug
- Offizieller des Jahres – Für den Mitarbeiter einer Mannschaft, der den positivsten Einfluss auf sein Team hatte
- Verteidiger des Jahres – Für den besten Verteidiger der Saison
- Torhüter des Jahres –  Für den besten Torhüter der Saison
- Fairster Spieler des Jahres – Für den Spieler, der Fairness und einen hohen sportlichen Standard am besten kombiniert